# Punt de mira
Punt de mira (títol original en anglès, Hot Seat) és una pel·lícula de thriller d'acció estatunidenca del 2022 dirigida i produïda per James Cullen Bressack. És protagonitzada per Kevin Dillon i Mel Gibson. S'ha doblat i subtitulat al català.
La pel·lícula es va estrenar en una selecció de cinemes, en digital i sota demanda l'1 de juliol de 2022.

## Premissa
Un criminal anònim posa una bomba sota la cadira d'un exhacker i l'obliga a entrar en institucions bancàries d'alt nivell.

## Repartiment
- Kevin Dillon com a Orlando
- Mel Gibson com a Wallace
- Shannen Doherty com a Connelly
- Michael Welch com a Enzo
- Sam Asghari com a Sgt Tobias
- Eddie Steeples com a Jackson
- Lydia Hull com a Kim
- Anna Harr com a Zoey
- Kate Katzman com a Ava

## Producció
Punt de mira és un thriller d'acció escrit per Collin Watts i Leon Langford. Forma part d'un acord a llarg termini entre Grindstone Entertainment (empresa subsidiària de Lionsgate Films) i Emmett/Furla Oasis. La pel·lícula es va anunciar el 15 d'octubre de 2021, com la tercera col·laboració entre l'actor Mel Gibson i els productors Randall Emmett i George Furla. El rodatge va tenir lloc a Las Cruces.